# Kognitionspflicht
Kognitionspflicht (von lat. cognoscere ,erkennen‘, ,erfahren‘, ,kennenlernen‘) ist ein verfahrensrechtlicher Grundsatz, nach dem ein Gericht den ihm zur Beurteilung vorliegenden Sachverhalt bei der Urteilsfindung in dem gesetzlich vorgesehenen Umfang berücksichtigen muss. 

## Deutschland
Im deutschen Strafprozessrecht „gebietet“ die Kognitionspflicht nach ständiger Rechtsprechung des Bundesgerichtshofs, „dass der durch die zugelassene Anklage abgegrenzte Prozessstoff (die prozessuale Tat) durch vollständige Aburteilung des einheitlichen Lebensvorgangs erschöpft wird“ (§ 264 Abs. 1 StPO). Der Unrechtsgehalt der Tat muss ohne Rücksicht auf die dem Eröffnungsbeschluss zugrunde gelegte Bewertung ausgeschöpft werden, soweit keine rechtlichen Gründe entgegenstehen. Fehlt es daran, so stellt dies einen sachlichrechtlichen Mangel dar.
Eine Grenze der Kognitionspflicht ist erst erreicht, wenn das zugrundeliegende Geschehen vollständig verlassen wird und die Identität der angeklagten Tat nicht mehr gewahrt ist. Maßgeblich für die Beurteilung der Identität des geschichtlichen Vorgangs ist die Beweisaufnahme in der Hauptverhandlung.
Macht eine Verwaltungsbehörde eine Tat im verfahrensrechtlichen Sinne zum Gegenstand ihrer bußgeldrechtlichen Untersuchung, so trifft auch sie eine umfassende Kognitionspflicht wie sie der Strafrichter im Strafverfahren zu beachten hat. Der geschichtliche Vorgang ist deshalb erschöpfend im Hinblick auf verwirklichte Bußgeldtatbestände zu untersuchen. Im Falle eines Bußgeldbescheides über die Tat im verfahrensrechtlichen Sinne entsteht bei Rechtskraft gem. § 84 OWiG eine Sperrwirkung hinsichtlich der Verfolgung aller Bußgeldtatbestände, die in der Tat im verfahrensrechtlichen Sinne liegen, unabhängig davon, ob sie seinerzeit erkannt oder übersehen wurden.

## Schweiz
Im Schweizer Verfahrensrecht bedeutet Kognition die Prüfzuständigkeit der Beschwerdeinstanz. Welche Überprüfungskompetenz welchem Gericht zukommt, ist den einschlägigen Gerichtsorganisations- und Verfahrensgesetzen (Bundesgerichtsgesetz BGG, Bundesgesetz über das Bundesverwaltungsgericht VGG und Bundesgesetz über das Verwaltungsverfahren VwVG) zu entnehmen. Das Gericht muss die ihr gesetzlich eingeräumte Kognition ausschöpfen.